# Монсоро (замък)
Замъкът Монсоро (на френски: Château de Montsoreau) е ренесансов замък, разположен в долината на Лоара в град Монсоро, югозападна Франция, на 250 километра от Париж. Това е единственият от замъците в долината на Лоара, който е построен в речното корито на Лоара.
От 2016 година замъкът Монсоро е дом на музея за съвременно изкуство „на френски: Château de Montsoreau“, основан от френския колекционер на съвременно изкуство Филип Меай. Колекцията на музея представлява най-голямата световна сбирка от творби на радикалните концептуалисти от Art & Language.

## Етимология
Замъкът Монсоро е получил името си от скалистия нос, върху който е построен – възвишението Соро (на латински: Monte Sorello / на латински: Mons Sorello). Това е единственият от замъците в долината на Лоара, който е построен в речното корито на Лоара.

## История
На възвишението Соро е имало три основни постройки:
- Галоромански храм или административна постройка.
- Средновековна крепост, построена от Юдис I от Блоа, препроектирана скоро след това от Фулк III от Анжу.
- Ренесансов замък, построен непосредствено след края на Стогодишната война.

Монсоро е известен като първият замък, построен в долината на Лоара. Той е бил съграден от Жан II дьо Шамб, първият съветник на френския крал Шарл VII. Жан дьо Шамб е бил също така посланик на Франция в Турция и Венеция. Той е построил (необичайно за Франция) своя замък направо на брега на Лоара, подобно на венецианските дворци.

## Архитектура
Архитектурният стил на замъка е преход между средновековната архитектура (военно съоръжение) и ренесансовата архитектура (жилищна резиденция).
Замъкът се състои от 25 стаи, 23 открити камини и 6 стълбища.

## Национални и международни протекции
Замъкът Монсоро е част от списъка на историческите паметници на френското министерство на културата от 1862 година. Долината на Лоара между Сюли-сюр-Лоар и Шалон-сюр-Лоар, включваща Монсоро и едноименния замък, е включена в списъка на световното културно наследство на ЮНЕСКО през 2000 година.

## В литературата
В романа си „Графиня дьо Монсоро“ Александър Дюма се развеселява от факта, че намира специален произход за името на замъка, получавайки го от фразата „Миша могила“:
| „                     | — Закъде да бързам? Херцогът ще почака. Този Монсоро разгаря любопитството ми. Той е някак странен. Не знам защо, но, както ти е известно, първото впечатление от срещата с някого е най-вярното. Струва ми се, че тепърва ще имам неприятна схватка с него. Пък и името му какво е – Монсоро! — Миша могила – поясни Антраге, – това е етимологията на думата; на латински Mons soricis. Моят стар абат ми я разтълкува тази сутрин. | “ |
| „Графиня дьо Монсоро“ | |   |